# Chérif Ousmane
Chérif Ousmane alias « Guépard », (Biankouma, 11 août 1970) est un militaire ivoirien devenu chef rebelle, lors de la rébellion qui a attaqué la Côte d’Ivoire  le 19 septembre 2002 sous la présidence de Laurent Gbagbo. Après l’élection contestée d’Alassane Ouattara à la présidence en 2011, Chérif Ousmane a joué un rôle majeur dans la crise opposant les forces pro-Gbagbo aux pro-Ouattara. Le chef de guerre a dirigé la bataille particulièrement meurtrière pour la prise de la capitale économique, Abidjan, notamment dans la commune de Yopougon. Selon des ONG, il été inculpé par la justice ivoirienne, dans le cadre de crimes commis pendant la crise post-électorale de 2010-2011 ; il a été inculpé des exactions et des crimes de guerre commis durant la « bataille d’Abidjan ». Ancienne figure de la rébellion des Forces nouvelles (FN), l’ex-comzone a été nommé chef d’état-major de l’armée de terre par le président Alassane Ouattara par décret le 28 décembre 2023 ; ce militaire de carrière est en effet devenu le dixième chef d’état-major de l’armée de terre.

## Biographie
Né à Danané en 1970, Chérif Ousmane entre dans l'armée ivoirienne en 1989. C'est un ancien sergent des forces armées ivoiriennes (Fanci) et un ancien membre des Firpac, un corps d’élite formé par le général Robert Guéï. Il est de confession musulmane. 
Après la crise de 2011, Chérif Ousmane a été nommé commandant en second du Groupement de sécurité du président de la République (GSPR). Avec une vingtaine d'autres chefs de guerre, il a été inculpé par la justice ivoirienne, a priori pour des exactions et des crimes de guerre commis durant la « bataille d'Abidjan » en 2011.